# Acanthastrea simplex
Acanthastrea simplex is een rifkoralensoort uit de familie van de Mussidae. De wetenschappelijke naam van de soort is voor het eerst geldig gepubliceerd door .